# Hričov (zbiornik wodny)
Zbiornik wodny Hričov (słow. vodná nádrž Hričov) – zbiornik zaporowy w północno-zachodniej Słowacji, powstały przez przegrodzenie rzeki Wag zaporą Hričov. Stanowią one element wielkiego systemu hydrotechnicznego, obejmującego środkowy odcinek doliny Wagu, zwanego kaskadą Wagu.

## Położenie
Zapora wodna znajduje się tuż powyżej wsi Horný Hričov w kraju żylińskim. Zbiornik zaporowy ciągnie się w górę Wagu aż poza linię wyznaczoną przez miejscowości Strážov – Považský Chlmec, na północno-zachodnich przedmieściach Żyliny, wypełniając prawie w całości wąski odcinek doliny tej rzeki pomiędzy Kotliną Żylińską na wschodzie a Kotliną Bytczańską na zachodzie. Wzniesienia na lewym (południowo-zachodnim) brzegu zbiornika, sięgające od 500 do 640 m n.p.m., zaliczane są do Gór Strażowskich (a ściślej – Sulowskich Wierchów), natomiast niewysokie, lecz strome góry na prawym (północno-wschodnim) brzegu zbiornika należą już do Jaworników.
Po południowo-zachodnim (lewym) brzegu zbiornika biegną linia kolejowa z Bratysławy do Żyliny, a także autostrada D3 z Hričovskiego Podhradia i droga I/61. Prawym (północno-wschodnim) brzegiem zbiornika biegnie droga II/507, prowadząca z Gabčíkova do Żyliny.

## Historia
Budowę zbiornika wraz z zaporą i znajdująca się przy niej elektrownią wodną zaczęto w 1958 r. w ramach rozległego planu zagospodarowania hydroenergetycznego doliny Wagu. W czasie przygotowań do budowy została wysiedlona część wsi Strážov, które to tereny zostały później zalane wodami zbiornika. Konieczna była również przebudowa systemu komunikacyjnego w tej części doliny Wagu.

## Charakterystyka
Zbiornik ma długość ok. 4 km i szerokość sięgającą blisko 1 km. Powierzchnia zbiornika wynosi 2,53 km², a objętość gromadzonej przezeń wody wynosiła pierwotnie 8,47 mln m³. Na skutek tego, że uchodzące do Wagu tuż powyżej zbiornika rzeki Kisuca i Rajčanka niosą znaczne ilości materiału mineralnego, który osadza się na terenie spokojnej wody zbiornika, jego objętość szybko się zmniejsza i już ok. 2010 r. wynosiła ona jedynie 1/3 wielkości pierwotnej.

## Wykorzystanie
Wody gromadzone w zbiorniku napędzają usytuowaną przy zaporze elektrownię wodną, a następnie kierowane są do Kanału Hričovskiego, którym zasilają kolejne dzieła wodne Kaskady Wagu. Tafla zbiornika udostępniona jest do uprawiania sportów wodnych, a jego górna część należy do znanych łowisk wędkarskich.